# Вів'єн Вествуд
Дама Вів'є́н Ве́ствуд, Дама-Командор Ордена Британської імперії, RDI (англ. Dame Vivienne Westwood, Dame Commander of the Order of the British Empire); ім'я при народженні — Вів'єн Ізабель Свайр (англ. Vivienne Isabel Swire); 8 квітня 1941, Тінтвісл, Англія — 29 грудня 2022, Лондон) — британська дизайнерка і модельєрка, засновниця стилю панк і New Wave у моді, політична і громадянська активістка, викладачка університету.

## Біографія
Вів'єн Ізабель Свайр була першою із трьох дітей у сім'ї. Її матір Дора працювала ткалею на місцевій фабриці, а батько Гордон Свайр був продавцем овочів, а згодом почав працювати на складі авіаційного заводу. Її дід по батьківській лінії, починаючи з середини XIX століття, виготовляв взуття, а у роду по лінінії матері були ткалі.
В 1958 році сім'я переїхала до Гарроу — район (боро) Великого Лондона, де 17-річна Вів'єн вступила до місцевої школи мистецтв. Однак її навчання тривало лише один семестр: "Я не знаю, як дівчина, така як я, із робітничого класу, могла б заробляти собі на життя, займаючись мистецтвом". Тож Вів'єн влаштувалася працювати на фабрику, а у вільний від роботи час продавала прикраси власного виробництва на відомому блошиному ринку на Портобелло-Роуд. Робота дозволила їй заощадити кошти та продовжити навчання, але у педагогічному училищі, по закінченні якого вона стала вчителькою молодших класів.
В 1962 році зустріла Дерека Вествуда (англ. Derek Westwood), одружилася 21 липня 1962 року, власноруч пошивши весільну сукню. У 1963 році народила сина Бенджаміна. Після трирічного спільного життя пара розлучилася, однак Вествуд залишила собі прізвище. Ще у шлюбі з Дереком Вествудом познайомилася з андеграундним продюсером і музикантом Малькольмом Маклареном. Після розлучення з першим чоловіком жила з Маклареном у цивільному шлюбі. У 1967 році народила сина Джозефа (англ. Joseph Corré). Вествуд продовжувала викладати в школі. 
В 1971 році чоловік відкрив бутик одягу Let it Rock, який згодом був перейменований в Sex. В бутику вони продавали одяг під брендом Vivienne Westwood. З 1971 року Вів'єн почала серйозно займатися дизайном. Натхненням для створення одягу стали байкери,  фетешисти та повії. Того ж року чоловік став менеджером рок-групи Sex Pistols. Спільно з ним Вествуд розробила одяг для групи Sex Pistols, який привернув значну увагу.
Наразі одружена з австрійським дизайнером і своїм колишнім учнем Андреасом Кронталером (англ. Andreas Kronthaler). 30 років вона проживала у колишній муніципальній квартирі у Лондоні. В 2000 році переїхала з чоловіком до будинку у стилі королеви Анни, побудованому в 1703 році, що належав матері капітана Кука. 
Вествуд не дивиться телевізор, не читає газет та журналів. Вона захоплюється садівництвом.

## Дизайнерка
Панк-мода як явище дуже цікавила Вествуд у 1970-х: "Я була місіонеркою панк-стилю, зрозумівши, що через моду можна встромити палиці в колеса системи деякою мірою". Панк-стиль поєднував у собі БДСМ-естетику, шкіряні ремені, леза для гоління, шкіряні нашийники з шипами, взуття на високій платформі та підборах, а також яскравий макіяж і зачіску. Основні елементи дизайну у панк-стилі прийняли традиційні елементи шотландського дизайну, такі як картата тканина. Унікальність стилю Вів'єн Вествуд полягає у трансформації тканин та елементів крою часів 17-го та 18-го століття у нові форми крою, серед яких, наприклад, радикальне скорочення ліній чоловічих штанів. Використання Вествуд традиційних елементів по-новому створюють шокуючий ефект її одягу.
Вествуд вплинула на творчість та кар'єру інших дизайнерів британської індустрії моди. Патрік Кокс (англ. Patrick Cox) створював взуття для колекції Вествуд під назвою "Clint Eastwood" у 1984 році. В результаті цієї співпраці на світ з'явилися туфлі на дев'ятидюймовій платформі, які одягала супермодель Наомі Кембел під час показу Vivienne Westwood у Парижі 1993 року.
Одяг Vivienne Westwood був представлений у фільмі Sex and the City, який вийшов на світові кіноекрани у 2008 році. У фільмі Керрі Бредшоу отримала в подарунок весільну сукню від бренду Vivienne Westwood та одружилася з містером Бігом саме у ній. Весільна сукня від Вествуд стала однією з найбільш знакових речей фільму.

## Активістка
Вів'єн Вествуд є широко відомою політичною активісткою. Протягом майже всього свого життя Вествуд була прихильницею лейбористської партії, проте в 2007 році вирішила змінити свої політичні орієнтири і приєдналася до партії консерваторів.
Восени 2005 року вона запустила колекцію 50-фунтових майок із написом «Я не терорист, не заарештовуйте мене» (I AM NOT A TERRORIST, please don't arrest me).
У великодній період 2008 року брала участь в Кампанії за ядерне роззброєння.
В 2014 році Вествуд відрізала своє волосся, привертаючи увагу до проблеми зміни клімату на Землі. Того ж року вона стала амбасадоркою екологічно-чистої енергії фонду Trillion.

## Нагороди
- Британський дизайнер року (1990, 1991, 2006)